# M1 (sieć handlowa)

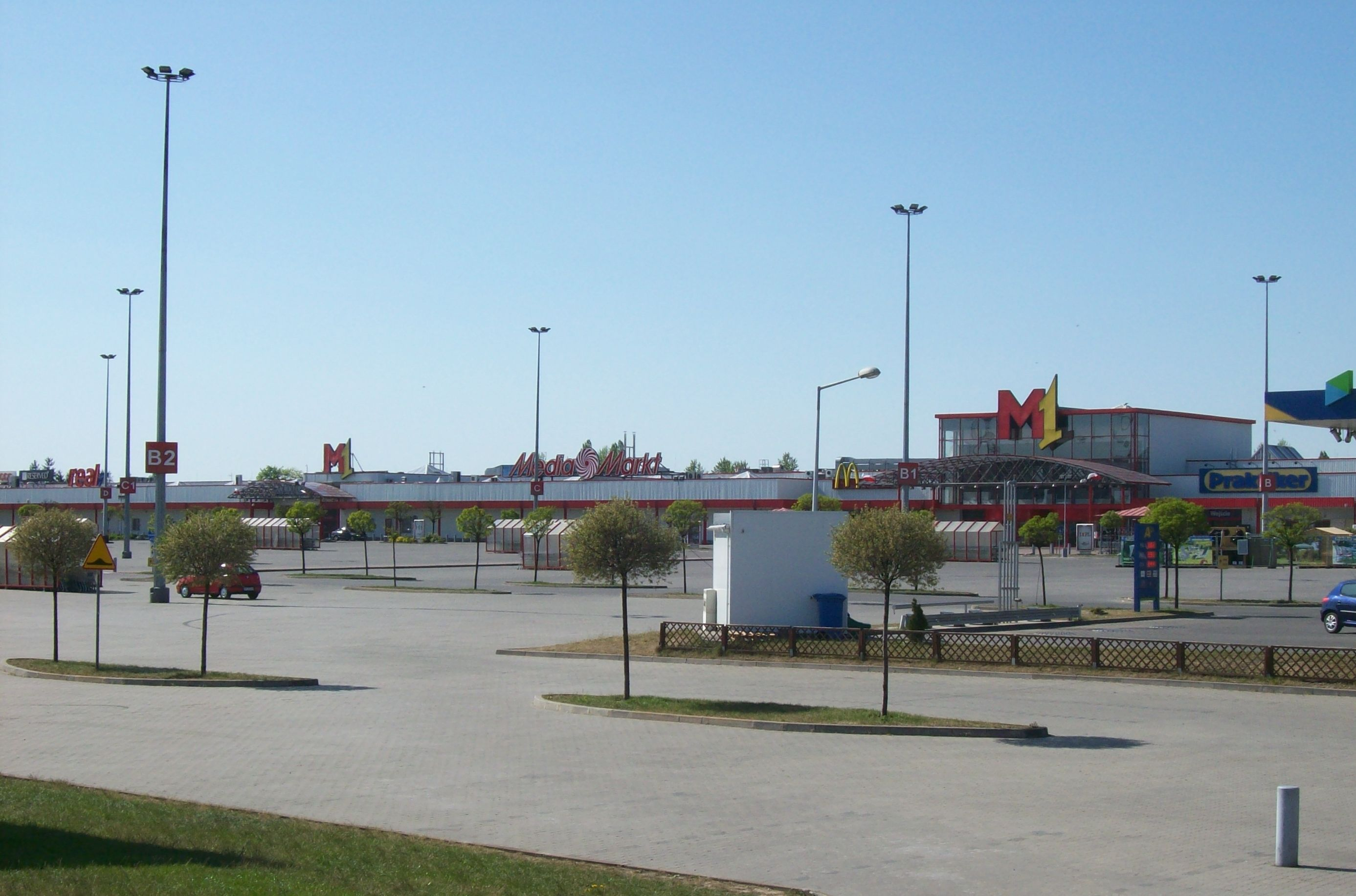
Centrum handlowe M1 w Częstochowie

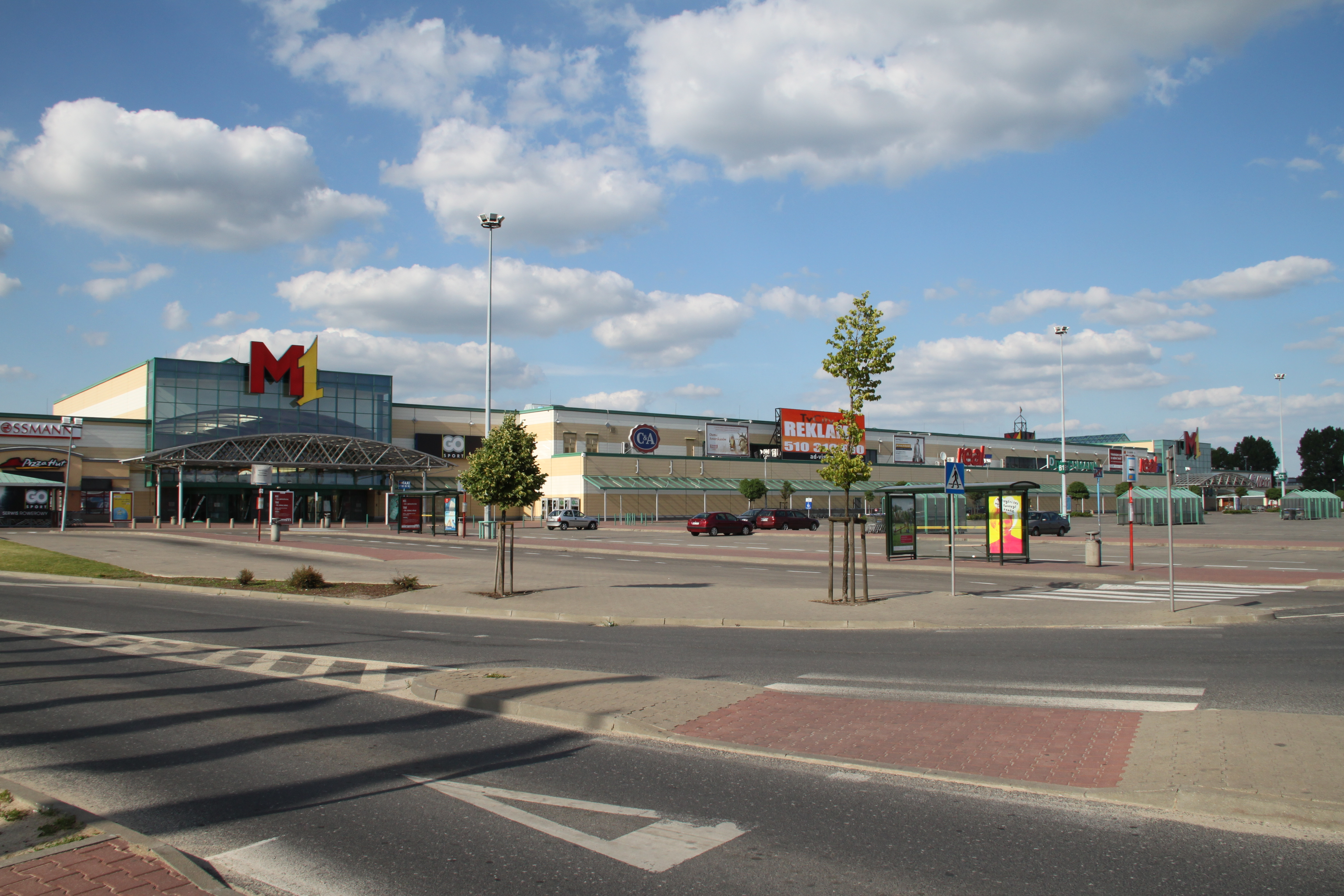
Centrum handlowe M1 w Markach

M1 – sieć centrów handlowych, skupiająca pod jednym dachem zarówno sklepy wielkopowierzchniowe, jak również butiki i punkty usługowe. Obiekty zarządzane są przez spółkę Metro Properties.
Metro Properties jest częścią niemieckiego koncernu Metro AG. Na polskim rynku zajmuje się planowaniem, budową i zarządzaniem obiektami handlowymi, usługowymi i biurowymi.
Portfolio Metro Properties w Polsce obejmuje m.in. 9 centrów handlowych M1:
- CH M1 Bytom
- CH M1 Czeladź - pierwsze centrum handlowe M1 w Polsce
- CH M1 Częstochowa
- CH M1 Kraków
- CH M1 Łódź
- CH M1 Marki
- CH M1 Poznań
- CH M1 Radom
- CH M1 Zabrze